# ウエストサイド (芸能事務所)
株式会社ウエストサイド (West Side Inc.) は、かつて東京都渋谷区にあった芸能事務所。

## 概要
2006年7月、ソニー・ミュージックエンタテインメント(SME)の子会社として設立。設立時より2005年に行われた第1回スーパー・ヒロイン・オーディション ミス・フェニックスでの受賞者をメインに所属させていた。
2010年4月、同じSME傘下の企業であるソニー・ミュージックアーティスツ(SMA)の子会社となり、2012年10月1日付けで同社に吸収合併された 。これにより、吸収合併時の所属タレント三名（蓮佛美沙子、土屋太鳳、高木古都）はソニー・ミュージックアーティスツ・ウエストサイド制作部へ移籍した。

## 過去に所属していた俳優・タレント
- 蓮佛美沙子
- 土屋太鳳
- 高木古都
- 森田望智
- 水谷里歩
- 星朱莉菜
- 児玉紗希歩
- 吉田華穂
- 秋元晏斗玲
- 関戸優希
- 河原田麻亜里
- 高木古都